# Lluís Busquets i Grabulosa
Lluís Busquets i Grabulosa (Olot, 18 de març de 1947) és un escriptor, teòleg, professor, filòleg i periodista català.

## Estudis
Es llicencià en filosofia a la Pontifícia Universitat de Sant Tomàs d'Aquino i en teologia a la Pontifícia Universitat Gregoriana a Roma i es doctorà en filologia catalana per la Universitat de Barcelona. També es graduà en filologia hispànica i Ciències de la informació, així com es diplomà en Cinema a Itàlia, on també hi estudià semiòtica.

## Obra
Ha publicat més d'una vuitantena de títols. Crític literari a El Correo Catalán, les entrevistes que hi realitzà foren recopilades en els volums «Plomes catalanes contemporànies» (1980) i «Plomes catalanes d'avui» (1982). També ha col·laborat, escrivint més de 4000 articles, al Diari de Barcelona, Cartipàs, Diari de Girona, Revista de Catalunya, Revista de Girona, Cultura, Serra d'Or, La Comarca d'Olot i a les emissores Catalunya Ràdio, Ona Catalana, Ràdio Olot, entre d'altres. Actualment encara col·labora periòdicament al Diari de Girona. Ha signat articles periodístics quotidians amb el pseudònim de «Ròmul» al Diari de Barcelona.
L'any 2020 va rebre una de les Beques per a la creació literària de la Institució de les Lletres Catalanes pel projecte Harmagedon/La derrota dels jueus
Ha publicat:
- Víctor Premi Ciutat d'Olot-Marià Vayreda de narrativa (1964)
- Víctor o Un problema y un amor, narrativa en castellà (1965)
- El cavallet, Premi Ciutat d'Olot-Marià Vayreda de narrativa (1967)
- Històries part de debò, Premi Ciutat d'Olot de contes infantils (1972)
- Quatre històries censurables, Premi Ciutat d'Olot de contes infantils (1974)
- Per llegir imatges, Premi Ciutat d'Olot de contes infantils (1975)
- La Griselda dels espais, Premi Ciutat d'Olot de contes infantils (1976)
- Viatge fantàstic, Premi Ciutat d'Olot de contes infantils (1980)
- Passarelles, recull de poesies (1980)
- Plomes catalanes contemporànies, biografies (1980)
- Històries de debò (1981)
- Viatge fantàstic (1981)
- Plomes catalanes d'avui, biografies (1981)
- El follet foll (1982)
- (Qu)eixalades (1982)
- Tríptic de les arrels, poesia (1983)
- El llimerol (papers d'un ionqui) (1984)
- El rei de la banyera: crònica de Pere el gran (1985)
- Sempre és demà amb Pep Callís, guió per cinema (1985)
- Elda i el cavall de l'emperador (1986)
- El modernisme, Olot i Joan Maragall (1986)
- Carn robada al paradís (1988)
- De Hyde Park a Plaça Catalunya (1989)
- El viatge fantàstic de Griselda (1989)
- Ja no tinc por (1989)
- Assassinat la pati dels tarongers i altres contes polítics (1995)
- Xavier Benguerel: la màscara i el mirall, estudi literari (1995)
- Plantar cara (1996)
- Epistolari entre Joan Oliver i Xavier Benguerel, estudi literari (1999)
- Plantem-nos. Temes vius i pendents per al tombant de mil·lenni amb Lluís Maria Xirinacs (2000)
- Castilla en la literatura catalana: idiosincracia, literatura, instituciones, paisaje, ciudades, pueblos y personajes célebres (2002)
- Castilla y Catalunya frente a frente: antología para un debate cultural, amb Carles Bastons Vivanco (2003)
- Els ulls en la font, poesia (2004)
- Marià Vayreda i la seva obra literària (2005)
- Última notícia de Jesús el Natzarè (2006)
- El testament de Moisès (Alisis - Ara Llibres, 2007)
- Els evangelis secrets de Maria i de la Magdalena. La història amagada (Ara Llibres, 2009)
- Carta al Papa (Ara Llibres, 2010)
- Albada a Lisboa. Novel·la (Ara Llibres, 2011)
- Xirinacs i l’estafa de la transició (Ara Llibres, 2013)
- Jesús era un heretge (Ara Llibres, 2014)
- La mirada de l'auriga. Poesia (2014)
- Heretges, perseguits i excomunicats. La cara oculta de la història de l'església (2015)
- Amic i amat. Tres homes de Déu en diàleg, de Llull, Verdaguer i Xirinacs (Balasch Editor, 2016)
- Xirinacs: el profetisme radical i noviolent (Balasch Editor, 2017)
- Llums de Sincrotró. Novel·la (Balasch Editor, 2017)
- Déu, el mal i el meu càncer (2017)
- Si voleu desllegiu-me. Antologia poètica (2019)
- Mirall ustori (2021)
- Embastes i piripius (2022)
- Jesús, una història polèmica (2021)
- Enigmes de la Bíblia i Cultura Contemporània. Tres volums (Balasch Editor, 2022):[2]

- Volum I. Grans religions, la Torà i llibres històrics
- Volum II. Nebiïm i Ketubim: profetes i sapiencials, els grans desconeguts
- Volum III. El Nou Testament i l'islam: Jesús, Pau i Muhàmmad
- Quan la música s'esquerda. Novel·la (2024)